# St.-Trinitatis-Kirche (Großbreitenbach)

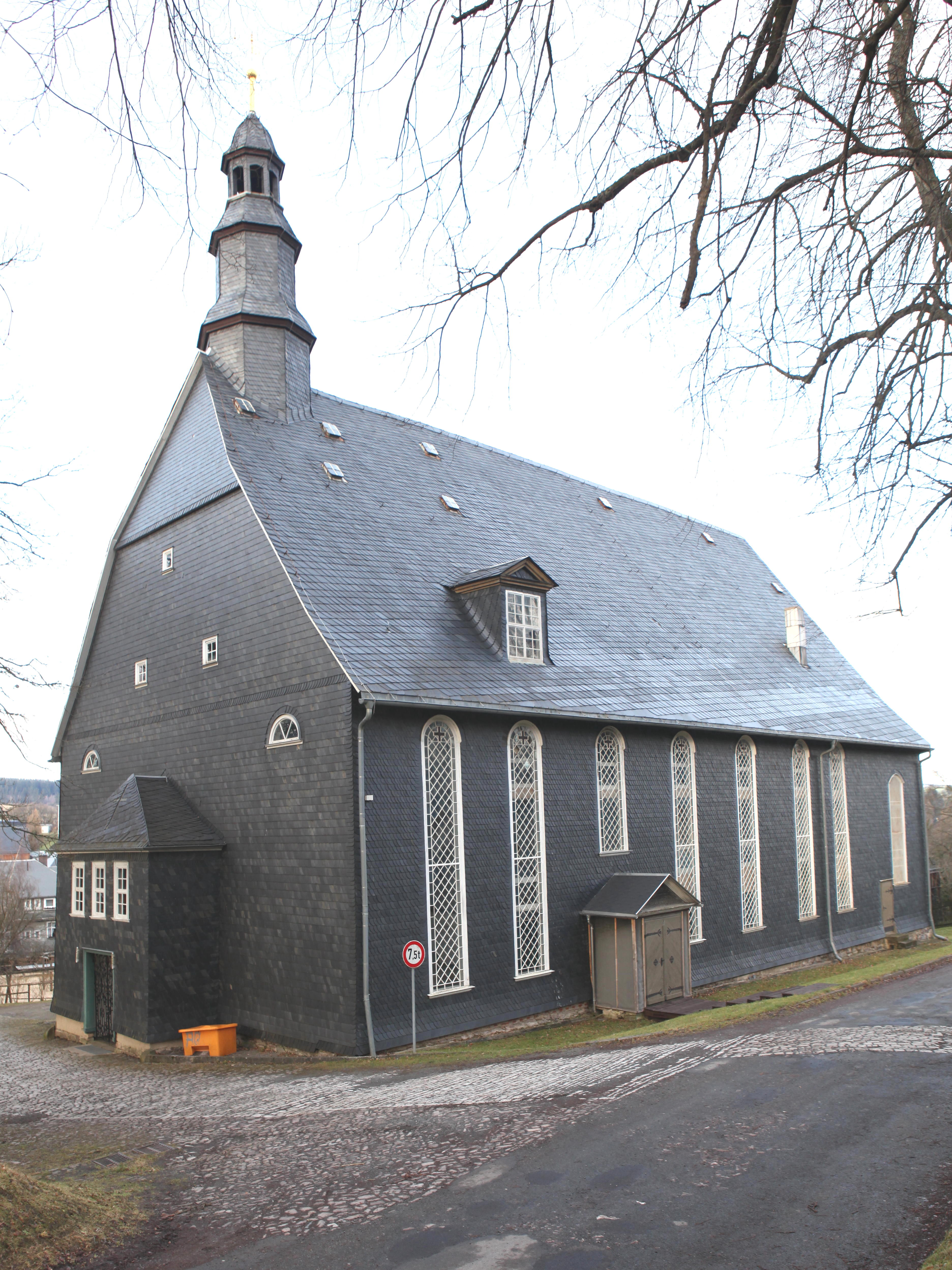
St.-Trinitatis-Kirche

Die evangelische St.-Trinitatis-Kirche steht in dem staatlich anerkannten Erholungsort Großbreitenbach im Ilm-Kreis in Thüringen. Sie gehört zur Kirchengemeinde Großbreitenbach im Kirchenkreis Arnstadt-Ilmenau der Evangelischen Kirche in Mitteldeutschland.

## Geschichte
Die mit ca. 1000 Plätzen größte Fachwerkkirche in Thüringen besitzt die Gemeinde Großbreitenbach. Sie wurde ab 1679 als Ersatz für die baufällige Johanniskirche, die 1570 erbaut und 1771 bis auf den Kirchturm einstürzte, nach Bauplänen des sachsen-gothaischen Landesbaumeisters Andreas Rudolph errichtet und 1690 eingeweiht. Großbreitenbach gehörte damals zum Fürstentum Schwarzburg-Sondershausen. Der verbliebene Kirchturm der Johanniskirche dient seitdem der St.-Trinitatis-Kirche als Glockenturm.

## Baubeschreibung
Die komplett verschieferte Kirche gilt als Meisterwerk der Thüringer Zimmermannskunst. Ein sechseckiger Dachreiter sitzt auf dem steilen Dach des breiten Kirchenschiffes. Der Innenraum ist barock ausgestaltet und besitzt zwei Emporen mit Doppelstützreihen. Ein spätgotischer Altar sowie die farbverglasten Fenster gehören zum Innenraum. Das Taufbecken ist aus Holz und stammt aus dem Jahr 1677. Es stand bereits in der alten Johanniskirche.